# Abandon Ship
Abandon Ship (с англ. — «Покинуть корабль») — дебютный студийный альбом австралийского EDM-дуэта Knife Party. Первоначально выход альбома был перенесён с 27 октября 2014 года на 24 ноября, однако iTunes Store выпустил его 7 ноября, что подтвердили сами участники.

## Запись альбома
Работа над записью началась в сентябре 2013 года после завершения тура в поддержку мини-альбома Haunted House. Альбом записывался на лейбле Earstorm в Лондоне. 4 июня 2014 года стало известно, что для Abandon Ship готовы девять треков из двенадцати желаемых для выпуска. В июле начался мастеринг альбома.

## Промокампания
О названии альбома Abandon Ship участники сообщили 8 июня 2014 года через социальную сеть «Твиттер», своё объявление они сопроводили фотографией 30-го Президента США Калвина Кулиджа, снимающего шляпу. 20 июня Knife Party выступили на фестивале Electric Daisy Carnival 2014 в Лас-Вегасе, во время которого они представили демоверсии композиций с альбома. 6 августа Роб Свайр через SoundCloud выпустил тизер к треку «Boss Mode».

## Список композиций
| №   | Название            | Длительность |
| --- | ------------------- | ------------ |
| 1.  | «Reconnect»         | 1:38         |
| 2.  | «Resistance»        | 5:13         |
| 3.  | «Boss Mode»         | 3:47         |
| 4.  | «EDM Trend Machine» | 5:05         |
| 5.  | «404»               | 4:58         |
| 6.  | «Begin Again»       | 5:55         |
| 7.  | «Give It Up»        | 4:11         |
| 8.  | «D.I.M.H.»          | 5:46         |
| 9.  | «Micropenis»        | 5:32         |
| 10. | «Superstar»         | 4:15         |
| 11. | «Red Dawn»          | 6:07         |
| 12. | «Kaleidoscope»      | 4:00         |

## Участники записи
Данные взяты из буклета к Abandon Ship.
Knife Party
- Роб Свайр — автор, продюсер, сведение, мастеринг; вокал (трек 6)
- Гарет Макгриллен — автор, продюсер (кроме треков 1 и 12)

Дополнительный персонал
- Раджа Кумари[англ.] — автор, вокал (трек 3)
- Лови Лонгомба — автор (трек 3)
- Саймон Алдред — автор, вокал (трек 4)
- Ричард Бордман — автор (трек 4)
- Mr. Vegas[англ.] — вокал (трек 7)
- Клиффорд Смит — автор (трек 7)
- Betsy (7) — автор, вокал (трек 8)
- Брин Кристофер[англ.] — автор, вокал (трек 10)
- Руфио Сандилендс — автор (трек 10)
- Роки Моррис — автор (трек 10)
- Крис Хейнс — дизайн обложки

## Чарты
| Чарт (2014)    | Высшая позиция |
| -------------- | -------------- |
| Австралия      | 20             |
| Новая Зеландия | 30             |
| Великобритания | 39             |
| США            | 54             |

## Издания альбома
| Страна         | Дата          | Формат                       | Лейбл                                    |
| -------------- | ------------- | ---------------------------- | ---------------------------------------- |
| Великобритания | 8 ноября 2014 | CD, LP, цифровая дистрибуция | Earstorm, Big Beat, Warner Bros. Records |
| Австралия      | 8 ноября 2014 | CD, LP, цифровая дистрибуция | Earstorm, Big Beat, Warner Bros. Records |
| Новая Зеландия | 8 ноября 2014 | CD, LP, цифровая дистрибуция | Earstorm, Big Beat, Warner Bros. Records |
| США            | 8 ноября 2014 | CD, LP, цифровая дистрибуция | Earstorm, Big Beat, Warner Bros. Records |
| Канада         | 8 ноября 2014 | CD, LP, цифровая дистрибуция | Earstorm, Big Beat, Warner Bros. Records |